# 郭成志
郭成志（1944年12月—2020年7月17日），河北邢台县人，汉族，中华人民共和国政治人物、第八、九、十、十一届全国人民代表大会河北地区代表。
毕业于石家庄工业学校。加入中国共产党，担任河北省邢台县浆水镇前南峪村党委书记。1988年起，担任第八届至第十一届全国人大代表。1989年，被评为全国劳动模范。2016年11月，当选河北省第九次中国共产党代表大会代表。
2020年7月17日上午九点六分，他因病医治无效，在邢台市去世，享年76岁。